# Akebia quinata
Akebia quinata sau akebi (japoneză 通草, 'akebi') este un arbust nativ din  Japonia, China și Coreea.